# الکس لندی
الکس لندی (انگلیسی: Alex Landi؛ زادهٔ ۲۸ سپتامبر ۱۹۹۲) بازیگر و مانکن اهل ایالات متحده آمریکا است.